# 10136 Gauguin
A 10136 Gauguin (ideiglenes jelöléssel 1993 OM3) a Naprendszer kisbolygóövében található aszteroida. Eric Walter Elst fedezte fel 1993. július 20-án.
Nevét Paul Gauguin (1848 – 1903) francia festő után kapta.